# 富田林市立新堂小学校
富田林市立新堂小学校（とんだばやししりつ しんどうしょうがっこう）は、大阪府富田林市若松町四丁目にある公立小学校。

## 沿革
- 1873年（明治6年） - 開校。

## 通学区域
- 清水町、若松町一丁目から五丁目、若松町東一丁目から三丁目、若松町西一丁目から三丁目、緑ケ丘町、中野町一丁目から三丁目、中野町東一丁目及び二丁目、中野町西一丁目及び二丁目、大字中野、大字新堂のうち次の区域(2076番地の3及び4、2077番地の4、2078から2098番地、2103から2116番地、2118から2120番地、2122から2124番地、2126番地、2128から2130番地、2132番地、2135から2160番地、2167番地、2186番地、2197番地の2及び3、2198番地の3、2201番地の13、2203番地、2204番地、2210から2216番地、2221番地、2222番地、2228から2230番地、2232番地、2236番地、2237番地、2241から2243番地、2247から2273番地、2276番地、2277番地、2279番地、2280番地、2286から2309番地、2312から2319番地、2337番地、2341番地、2345番地、2349番地、2362番地、2366番地、2371番地、2380番地、2390番地、2397から2404番地、2407番地、2413番地、2416から2419番地、2478番地、2490番地、2492から2496番地、2507から2537番地、2542から2550番地、2554番地、2555番地、2566番地、2569番地、2576番地、2603番地、2604番地、2640番地の14、2647番地、2650番地、2651番地、2653番地、2654番地、2659番地、2663番地、2664番地、2671から2673番地、2675番地、2681番地、2682番地)[1]

※卒業後は基本的に富田林市立第一中学校に進学する。